# Case (Unix)
A case a Unix shell beépített utasítása többirányú elágazás programozására. Alakja:
```
case 
szó
 in
    
minta1
|
minta2
...) 
utasítás1
...
                ;;
    
minta3
|minta4
...) 
utasítás2
...

                ;;
    ...
esac
```

Az utasítás egymás után megpróbálja szó-t illeszteni a megadott mintákra. Ha valamelyik minta egyezik, annak utasításai hajtódnak végre ;;-ig. A mintaillesztés a fájlok wildcard-jával azonos módon történik.
Külön default ág nincs, de a * minden szóra illeszkedik.
Példa:
```
read
 
-p
 
"Irj be egy sort! "
 
SOR

echo
 
A
 
beirt
 
sor:
 
"
$SOR
"

case
 
"
$SOR
"
 
in

     
.*
)
 
echo
 
Ponttal
 
kezdodo
 
sor

        
;;

      
?
)
 
echo
 
Egy
 
betubol
 
allo
 
szo

        
;;

   
*
\ 
*
)
 
echo
 
Helykoz
 
van
 
benne

        
;;

   
*
[
0
-9
]
*
)
 
echo
 
Szamjegy
 
van
 
benne

        
;;

   
*
[
A-Za-z
]
*
)
 
echo
 
Betu
 
van
 
benne

        
;;

     
""
)
 
echo
 
Nem
 
is
 
irtal
 
be
 
semmit!

        
;;

      
*
)
  
echo
 
Fogalmam
 
sincs,
 
mi
 
ez

        
;;

esac

```